# For Love of Gold
For Love of Gold er en amerikansk stumfilm fra 1908 af D. W. Griffith.

## Medvirkende
- Harry Solter
- George Gebhardt
- Charles Gorman
- Charles Inslee